# Josef Gelmi
Josef Gelmi (* 1937 Cavalese, Val di Fiemme) je italský katolický kněz a emeritní profesor církevních dějin a diecézní historie na Filozoficko-teologické vysoké škole v Brixenu.

## Život
Studoval na Humanistickém gymnáziu Vinzentinum v Brixenu a poté filozofii a teologii v kněžském semináři v Brixenu. V roce 1961 byl vysvěcen na kněze poté co absolvoval praxi v Cortina d'Ampezzu a Bolzanu.
Po studiu církevních dějin na Papežské gregoriánské univerzitě a historie na státní univerzitě La Sapienza v Římě se stal profesorem církevních dějin a diecézní historie na brixenské Filozoficko-teologické vysoké škole. V letech 1982-1986 zastával učitelký post na Teologické fakultě univerzity v Innsbrucku. Od roku 1998 je prezidentem Diecézního muzea v Brixenu Hofburgu. Ve své výzkumné činnosti se zaměřuje na církevní dějiny Tyrolska. Kromě tohoto výzkumu týkajícího se církevních dějin Tyrolska, biskupů diecéze Bozen-Brixen a odborného zpracování jihotyrolské církevní historie je Gelmi také autorem řady teologických a církevně-historických článků ve sbornících – například ve třetím vydání Slovníku pro teologii a církev (Lexikon für Theologie und Kirche) a pětisvazkovém lexikonu pojednávajícím o biskupech (Bischofslexikon) od Erwina Gatze.

## Ocenění
- 1996 Cena Jihotirolského kulturního institutu
- 2001 Řád Tyrolska (Ehrenzeichen des Landes Tirol)
- 2001 Čestný odznak Za vědu a umění 1. třídy